# Sully Erna
Salvator Paul "Sully" Erna (Lawrence, 7 de fevereiro, 1968) é o vocalista e compositor principal da banda de heavy metal/hard rock Godsmack. Erna toca guitarra e bateria, ambos em álbuns e durante shows ao vivo, alem de já ter demonstrado, também, saber tocar piano excelentemente. Ele tem uma filha chamada Skyler Brooke Erna e uma irmã mais velha chamada Maria. Ele foi votado no top 100 melhores vocalistas de heavy metal em uma enquete de 2006 da revista Hit Parader, adquirindo o 47º lugar.